# MOL
МОЛ (предузеће) (мађ. MOL Magyar Olaj- és Gázipari Nyrt.)  је мађарска нафтна компанија. Осим у Мађарској, седиште компаније је у Будимпешти, Мађарска.. Послује и на Блиском истоку, у Африци и Русији. То је друга највећа компанија у централној и источној Европи. Највећи акционар је мађарска влада са уделом од 24,7 одсто. МОЛ има преко 1.700 бензинских станица у 10 различитих земаља и четири рафинерије које се налазе у Мађарској, Хрватској и Словачкој. и налази се на 402. месту на Форчун глобал 500 листи највећих светских компанија у 2013. години са приходом једнаким једној петини тадашњег мађарског БДП-а.
Од октобра 2021., највећи акционар је Фондација Мол Нова Европа са 10,49% испред Фондације Меценас Университатис Корвини и Фондације Матијас Корвинус Колегијум, обе са 10%, ОманОил Будапешт са 7,14% и ОТП и ИНГ Банк са 4,9% и 4,9% редом. Скоро 45% акција је у слободном промету.